# Very Mercenary
Very Mercenary – trzeci album studyjny brytyjskiego zespołu The Herbaliser, wydany 1 kwietnia 1999 roku w Wielkiej Brytanii nakładem wytwórni Ninja Tune jako digital download (16 plików MP3 lub WAV oraz 19 kwietnia jako CD oraz płyta winylowa (2LP).
21 kwietnia wydana została, tylko w Japonii, nakładem miejscowej wytwórni, Toy’s Factory EP-ka pod tym samym tytułem (wydawnictwo winylowe 12", 33 ⅓ RPM), zawierająca kilka utworów z albumu.

## Album

### Historia i muzyka
Pomysł Very Mercenary polegał na połączeniu tego, co zespół robił na żywo, z tym co tworzył w studiu. Jak wyjaśniał jeden z członków duetu, Ollie Teeba, fani The Herbaliser wielokrotnie podchodzili do nich w trakcie koncertów z pytaniami dlaczego ich występy na żywo brzmią inaczej niż nagrania studyjne. Biorąc to uwagę muzycy postanowili tym razem użyć rzeczywistych instrumentów do tworzenia własnych samplingów, a nie jedynie fragmentów muzycznych stworzonych przez innych. Do realizacji albumu zaprosili szereg muzyków, w tym The Easy Access Orchestra (do aranżacji), saksofonistę  Chrisa Bowdena i multiinstrumentalistę Kaidiego Tathama.

### Lista utworów
| 1.  | Intro                                       | 1:01    |
|     |                                             |         |
| 2.  | Mission Improbable featuring What What      | 3:09    |
|     |                                             |         |
| 3.  | Who's The Realest?                          | 4:44    |
|     |                                             |         |
| 4.  | When I Shine featuring Bahamadia            | 3:54    |
|     |                                             |         |
| 5.  | Goldrush                                    | 6:09    |
|     |                                             |         |
| 6.  | Moon Sequence                               | 6:20    |
|     |                                             |         |
| 7.  | Mind In The Frame featuring Blade           | 5:11    |
|     |                                             |         |
| 8.  | Funny?                                      | 0:52    |
|     |                                             |         |
| 9.  | Shattered Soul                              | 5:15    |
|     |                                             |         |
| 10. | Road Of Many Signs featuring Dream Warriors | 4:53    |
|     |                                             |         |
| 11. | Wall Crawling Giant Insect Breaks           | 5:39    |
|     |                                             |         |
| 12. | The Sensual Woman                           | 5:00    |
|     |                                             |         |
| 13. | Let It Go featuring What What               | 5:26    |
|     |                                             |         |
| 14. | Jake's Backache                             | 0:21    |
|     |                                             |         |
| 15. | The Missing Suitcase                        | 5:33    |
|     |                                             |         |
| 16. | Starlight featuring Roots Manuva            | 5:07    |
|     |                                             |         |
|     |                                             | 1:08:34 |
|     |                                             |         |

| A1. | Intro                |  |
|     |                      |  |
| A2. | Who's The Realest    |  |
|     |                      |  |
| A3. | When I Shine         |  |
|     |                      |  |
| A4. | Moon Sequence        |  |
|     |                      |  |
| B1. | Mission Improbable   |  |
|     |                      |  |
| B2. | Goldrush             |  |
|     |                      |  |
| B3. | Mind In The Frame    |  |
|     |                      |  |
| C1. | Shattered Soul       |  |
|     |                      |  |
| C2. | Road Of Many Signs   |  |
|     |                      |  |
| C3. | The Sensual Woman    |  |
|     |                      |  |
| D1. | Let It Go            |  |
|     |                      |  |
| D2. | The Missing Suitcase |  |
|     |                      |  |
| D3. | Starlight            |  |
|     |                      |  |

### Personel
Lista według Discogs
- autorzy: Jake Wherry (utwory: 2 do 7, 9 do 13, 15, 16), Malachi (utwory: 5, 9, 11), Ollie Teeba (utwory: 2 do 7, 9 do 13, 15, 16), Tsidi Ibrahim (utwory: 2, 13)
- produkcja: Jake Wherry (utwory: 2 do 7, 9 to 13, 15, 16), Malachi (utwory: 5, 11), Ollie Teeba (utwory: 2 do 7, 9 do 13, 15, 16)
- Ollie Teeba – scratching (utwory: 2 do 5, 7, 9 do 11, 13, 16)
- Jake Wherry – nagrywanie, gitara basowa (utwór 10)
- artyści gościnni: Andy Hamill – kontrabas (utwory: 3, 6, 15, 16), DJ JaySki – scratching (utwór 4), Kaidi Tatham – pianino elektryczne (utwór 6), organy, organy Hammonda, klawinet (utwór 15), The Easy Access Orchestra – aranżacje na rogi (utwory 9, 15),  Ralph Lamb – trąbka, skrzydłówka (utwory 9, 15),  Andy Ross – saksofon, flet, śpiew (utwory 9, 15), Chris Bowden – saksofon (utwór 15), Micky Moody Jr. – perkusja (utwór 15), Patrick Dawes – instrumenty perkusyjne (utwór 15)

### Pozostałe informacje
- Ollie Teeba, Openmind – design, szata graficzna
- Harriet Fuller, Olly Wietzl – zdjęcia

## EP
Lista według Discogs:
| A1. | When I Shine featuring Bahamadia                             |  |
|     |                                                              |  |
| A2. | Wall Crawling Giant Insect Breaks                            |  |
|     |                                                              |  |
| A3. | Road Of Many Signs featuring Dream Warriors remiks DJ Yas    |  |
|     |                                                              |  |
| B1. | Starlight featuring Roots Manuva                             |  |
|     |                                                              |  |
| B2. | Road Of Many Signs featuring Dream Warriors                  |  |
|     |                                                              |  |
| B3. | Road Of Many Signs (DJ Yas Remix-Instrumental) remiks DJ Yas |  |
|     |                                                              |  |

## Odbiór

### Opinie krytyków
| Oceny łączne      | Oceny łączne |
| Publikacja        | Ocena        |
| ----------------- | ------------ |
| Album of the Year | 61/100       |
| Recenzje          |              |
| Publikacja        | Ocena        |
| AllMusic          | :            |
| Pitchfork         | 4.2/10       |

Jake Wherry i DJ Ollie Teeba połączyli nouveau-soul, acid-jazzowe breaki i wygładzone hip-hopowe groove’y, aby stworzyć genialny album, który powinien przynieść im szacunek w hip-hopowej społeczności.

Album otrzymał średnią ocenę 61 na 100 na podstawie 2 recenzji krytycznych w zestawieniu Album of the Year.
Keith Farley z AllMusic jest zdania, że Very Mercenary „działa na terytorium szpiegowskiego funku z lat 60. w stopniu niespotykanym w dyskografii grupy” kładąc zarazem nacisk na triphopowe brzmienie z oldschoolową wyrazistością. „Trochę mniej niezbędna niż ich poprzednia, ale naprawdę solidna płyta” – podsumowuje autor.
Ryan Schreiber z Pitchforka zarzuca muzykom, że szereg ich utworów jest podobnych do tych stworzonych przez innych (jak „Moon Sequence”, brzmiący – jego zdaniem „podejrzanie podobnie” do „Miami Vice Theme” Jana Hammera czy „Starlight” – „ściągnięty wprost” z „Mr. Brubaker's Strawberry Alarm Clock” Neotropic). Dając albumowi 4,2 punkta (z 19) ostrzega: „jeśli rozważasz wybranie czegoś z wytwórni Ninja Tune, proszę, dla własnego dobra, omijaj Herbaliser”.

### Listy tygodniowe
| Kraj            | Lista                 | Pozycja |
| --------------- | --------------------- | ------- |
| Wielka Brytania | UK Independent Albums | 19      |